# Герб Бєлгорода
Герб Бєлгорода — офіційний символ м. Бєлгород, затверджений постановою Глави Адміністрації № 1416 від серпня 1994, зі змінами згідно з рішенням міськради № 278 від 18 червня 1999 (положення) і № 303 від 22 липня 1999 (зображення). Герб розроблений комісією з геральдики при голові адміністрації області та відповідає історичному гербу Бєлгорода 1893 року. Був одним з перших затверджених гербів серед російських міст. Автор герба — В. В. Аксьонов.
Сучасний герб Бєлгорода відтворює історичну спадкоємність герба міста Бєлгород, затвердженого 21 липня 1893 року (з наступними змінами) на основі знаменної емблеми 1712 року Бєлгородського піхотного полку, який відзначився під час Великої Північної війни.

## Опис
У блакитному полі підіймається золотий (жовтий) лев з червленим (червоним) язиком та срібними (білими) очима, зубами і кігтями; над ним срібний (білий) орел із золотими (жовтими) очима, язиком, дзьобом, кігтями і лапами й розпростертими крилами, який злітає.

## Історична довідка
В Росії, починаючи з XVIII ст., міські та обласні герби присвоювалися найбільш важливим і головним містам законодавчо. У них відображені дуже важливі особливості, властиві тому чи іншому місту: господарство й економіка, заняття населення, роль міста в державно-адміністративній системі, місцеві легенди і реальні історичні події. Серед міст, які отримали герби у XVIII—XIX ст., — Бєлгород, Старий Оскол, Короча, Валуйки, Бірюч. Факт присвоєння гербів периферійним повітовим містам південної Росії важливий сам по собі: він свідчить про важливість цих територій для держави. На початку XVI—XVII ст. ці землі були прикордонними й прикривали центр Московського царства від набігів татар. Міста в цих землях були, насамперед, прикордонними фортецями, а чоловіче населення складало їхній гарнізон.

Прапор Бєлгородського піхотного полку 1712 р.
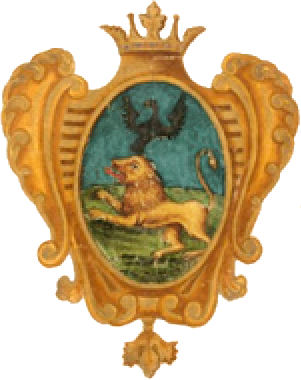
Герб Бєлгорода та Бєлгородської губернії 1730 р.
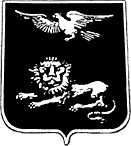
Герб повітового міста XIX ст.
Герб Бєлгорода 1893 р.
Герб Бєлгорода 1970 р.
Герб Бєлгорода 1994 р.

### Емблема Бєлгородського полку
Історія створення герба Бєлгорода починається з часу формування у 1658 р. Бєлгородського полку для захисту південних рубежів Московії. Тоді полк ще не мав офіційно затвердженої емблеми. У 1712 р. Петро I видає указ про введення прапорів для полків з територіальними гербами, що відображали їх найменування: Бєлгородський, Чернігівський, Смоленський та ін. Посібником для створення гербів, спочатку полкових, а згодом і міських, в той час служила книга «Символи і емблемата», привезена в 1705 р. до Московії з Амстердама. Прототипом для герба Бєлгородського полку стали емблеми, що зображують лева, який біжить, а над ним — півня (№ 336, 410). Однак пізніше півень був замінений орлом. Пояснити вибір саме цієї емблеми з понад 800 номерів, поміщених у згаданій книзі можна такими двома моментами:
1. Славним минулим Бєлгородського полку, який особливо відзначився у Великій Північній війні, де орел — символ Росії, а лев — відповідно Швеції.
2. Певну роль відіграли і девізи: «Приїхав, побачив і переміг» (надалі були зроблені більш точні переклади: «Тремтить навіть найхоробріший», «Прийшов, побачив, переміг» (Veni vidi vici)).

Ця емблема стала з 1712 р. гербом Бєлгородського полку.

### Герб губернського міста
Наприкінці першої чверті XVIII ст. символіка емблем дещо змінюється. Перший герб Бєлгорода, затверджений Сенатом у 1730 році, залишаючись за змістом ідентичний до герба полку, має певну відмінність — лев лежить: «лев, що лежить, жовтий, а над ним орел чорний одноголовий, під ним земля зелена, поле синє». Емблема змінюється у зв'язку з новими канонами геральдичної символіки: лев — сила, хоробрість; орел — влада, прозірливість; зелене поле — надія і достаток; синє небо — краса та велич. Нова спокійна поза лева пояснюється тим, що лев означає могутність, але не є символом Швеції, що втратила політичну вагу в Європі. Цей герб у своєму змісті вказував на широке економічне освоєння краю і зазначав ратні заслуги городян.

### Герб повітового міста
У 1779 р. Бєлгород переводять у статус повітового міста (1727–1779 рр. — губернське місто) Курського намісництва, і, отже, герб повинен був відобразити цю зміну — у горішній частині зазвичай поміщали герб губернії. Однак герб міста залишився колишній.
Надалі майже впродовж півтора сторіччя герб не змінювався, хоча в середині XIX ст. уряд Миколи I за пропозицією Бернгарда Кене вдосконалив канони міської геральдики.

### До 300-річчя міста
До 1893 р. герб міста Бєлгорода у зв'язку зі святкуванням 300-річчя міста (тоді датою заснування вважали 1593 р.) та нововведеннями в геральдиці зазнає змін.

### Герб радянських часів
По Жовтневому перевороту постало питання про міські герби, оскільки багато з них для більшовиків були обтяжені монархічною та релігійною символікою. Винятком не є і герб м. Бєлгорода. Спроби створити нові міські герби у 20-ті роки не увінчалися успіхом.
З 60-х років знову з'явився інтерес до міської геральдики. Під час підготовки до святкування 25-річчя звільнення Бєлгорода від німців, у лютому 1968 р. виконком Бєлгородської міської Ради оголосив конкурс на розробку герба. У ньому взяли участь 23 автори, які представили на міську виставку в 1970 р. 52 ескізи. Найкращим виявився ескіз, запропонований членом архітектурної секції обласного відділення Товариства охорони пам'яток історії та культури, художником-архітектором А. І. Гребенюком. У конкурсному ескізі цього герба збереглися елементи з колишніх варіантів (1780 і 1893 рр.) гербів м. Бєлгорода.